# Леа Киш
Леа Киш-Јокић (Беч, 29. март 1967) је српска новинарка и телевизијска водитељка јеврејског порекла. Презиме њене породице било је Клајн, али је мађаризацијом у Аустроугарској промењено у Киш. Завршила је менаџмент у новинарству и докторирала на Факултету драмских уметности Универзитета уметности у Београду. Са спортским новинарем Момчилом Јокићем, има ћерку Сару Миу Јокић, која је такође новинар и глумица. Њен отац био је Павле Киш (1940–2018), фудбалер и члан Партизанових беба.

## Каријера
Каријеру је почела на Радио-телевизији Србије, и водила емисије Да питамо заједно, Лето на Ади, У сну сан, Недељно поподне и Јутарњи програм. 1991, је прешла на ТВ Политика, где је била уредник емисије Дана, а онда се вратила на 3К, где је уређивала емисије Људи и После подне. Највећу популарност достигла је преласком на ТВ Пинк, где је водила емисију Недељно поподне са Леом Киш, ток шоу емисију која се приказивала викендом уживо, и у којој су гости били познати певачи, глумци, а често и политичари. Ову емисију сада води на телевизији Гранд ТВ и доступне су на њеном официјалном јутјуб каналу.